# Allmänna vaccinationsprogrammet

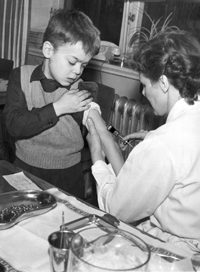
Poliovaccineringen inleddes i Sverige 1957. Bilden visar sjuksköterskan Birgit Rutberg som ympar Nils Birger Linderholm i februari 1957.

Allmänna Vaccinationsprogrammet, förkortat AVP, är det program som initierades på 1940-talet i syftet att förebygga smittsamma sjukdomar. Programmet infördes först riktad mot behandling av tuberkulos men övergick så småningom till att riktas mot andra former av åkommor. Exempel på dessa är smittkoppor, tuberkulos, stelkramp, kikhosta, polio och mässling. Idag består det svenska vaccinationsprogrammet av två olika delar. Det finns en allmän del som därmed är riktad till alla barn i Sverige, samt en del som endast behandlar vissa barn. Regeringen fattar beslut om vilka sjukdomar som ska omfattas av nationella vaccinationsprogram, baserat på underlag från Folkhälsomyndigheten. Folkhälsomyndigheten övervakar kontinuerligt förekomsten av sjukdomarna i befolkningen och undersöker regelbundet befolkningens immunitetsstatus så att vaccinationsprogrammets effektivitet och säkerhet skall kunna utvärderas.

## Bakgrund
Allmänna vaccinationsprogrammet delas in i två stycken olika grupper, den första som behandlar allmän vaccination för hela Sveriges befolkning och den andra som tillämpas mot särskilda riskgrupper. Med det nationella vaccinationsprogrammet finns målsättningen att eliminera eller åtminstone begränsa förekomsten av sjukdomarna i landet. Skillnader gällande vaccinets egenskaper, spridningssätt och förekomst gör att tiden kan variera för olika enskilda sjukdomar. Allmänna vaccinationsprogrammet infördes först under 1940-talet där vaccinationen var riktad mot behandling av tuberkulos.
Under 1940-talet infördes det så kallade BCG-vaccinet, vilket var ett vaccin mot tuberkulos. Detta vaccin erbjuds idag endast till barn med hög risk, men fram till år 1975 erbjöds det till alla nyfödda på grund av den höga risk sjukdomen utgjorde. Under samma period infördes DT-vaccinet, som under 1950-talet kom att bli DTP-vaccinet. Detta var ett vaccin mot Difteri, Stelkramp och Kikhosta (D=Difteri, T=Tetanus;stelkramp och P=Pertussis;kikhosta).

## Omfattning
Programmets omfattning regleras i Smittskyddslagen:
| ”                               | En smittsam sjukdom ska omfattas av ett nationellt vaccinationsprogram, om vaccination med det vaccin mot sjukdomen som avses i 3 d § kan förväntas 1. effektivt förhindra spridning av smittsamma sjukdomar i befolkningen, 2. vara samhällsekonomiskt kostnadseffektivt, och 3. vara hållbart från etiska och humanitära utgångspunkter. Lag (2012:452). | „ |
| – Smittskyddslagen 2 kap. 3 e § | |   |

## Typer av sjukdomar som är bekämpade och som än idag bekämpas med AVP

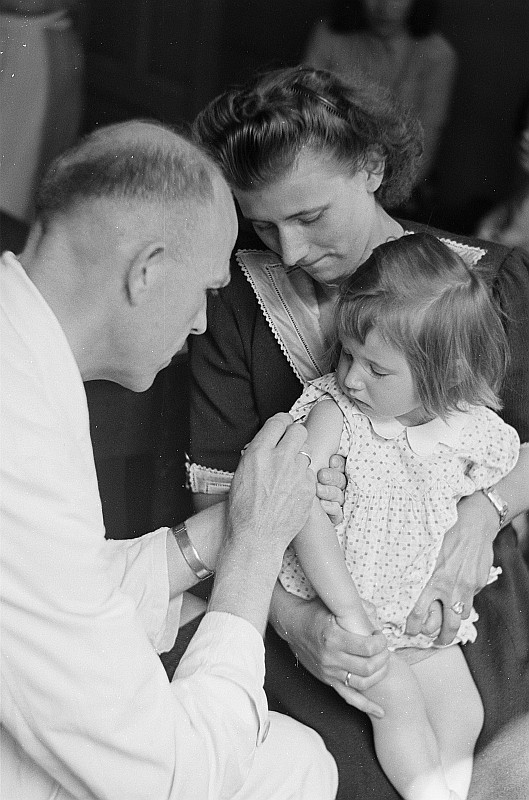
Barn vaccineras för smittkoppskydd år 1950

### Smittkoppor
Det första vaccinationsprogrammet mot smittkoppor infördes under tidigt 1800-tal där vaccineringen blev obligatorisk för hela befolkningen i syfte av att utrota sjukdomen . Programmets aktiva period gällde fram till år 1976 då programmet uppfyllt sitt syfte med att utrota smittkoppor.
Mellan år 1750 och 1800 dog närmare 300 000 människor i Sverige på grund av smittkoppor. Det kom därför ganska snabbt att bli en av de mest fruktade sjukdomarna för den här tiden. Flest drabbade var barn under 10 år och man kan räkna ut att ungefär vart tionde barn under den här tiden dog av smittkoppor. Dödligheten var mellan 10% och 20%, men de som lyckades överleva drabbades också av allvarliga problem. Man kunde drabbas av flera olika efterverkningar efter sitt tillfrisknande. Detta inkluderade blindhet, dövhet, skallighet, benröta och nervsjukdomar, men den allra vanligaste efterverkningen var vanställande krympmärken. Undersökningar visar att dessa märken kan ha varit en av flera bidragande faktorer till att kvinnor utsatta för smittkoppor gifte sig mycket senare i livet jämfört med friska. Däremot erhöll alla de som överlevde smittkopporna livslång immunitet. Denna immunitet fanns även naturligt hos cirka 5% av befolkningen. Under 1750-talet började man i Sverige introducera koppympning vilken var en metod för att förekomma smittkoppornas angrepp. Detta gjorde man genom att ta var från en smittad persons kopputslag och sedan stryka det i en rispa i huden. Genom att göra detta skulle man ge patienten en mildare version av smittkoppor vilket därmed skulle göra personen immun mot den svårare versionen. Denna typ av behandling av just smittkoppor var en av flera föreliggande faktorer som lade grunden till dagens vaccinationsprogram.

### Tuberkulos
Vaccin mot tuberkulos infördes för första gången under 1940-talet. Detta vaccinprogram upphörde år 1975 då programmet blev ersatt av ett nytt som innebar att varje nyfött barn blev vaccinerade med en dos. År 1986 lades det till ett ytterligare vaccinprogram som innebar en påfyllnadsdos till barn som var mellan 14 och 15 år gamla. Utöver dessa två program behandlas specifika riskgrupper med ytterligare en vaccination vid högre ålder.

### Difteri och stelkramp
Det första vaccinationsprogrammet mot difteri och stelkramp infördes på 1940-talet och innebar tre doser mellan tre och tolv månaders ålder. Detta program upphörde år 1986. Under programmets aktiva period infördes en påfyllnadsdos år 1965 där barn blev vaccinerade ytterligare en gång vid 7-8 månaders ålder. År 1977 upphörde påfyllnadsdosen vid 7-8 månaders ålder och ersattes av en påfyllnadsdos vid tio års ålder. Påfyllnadsdosen vid tio års ålder upphörde år 2012 och behandlade därmed barn födda fram till 2001.
År 1986 infördes ett nytt vaccinationsprogram som innebar tre vaccineringar vid tre, fem och tolv månaders ålder, detta program gäller ännu idag (2020). År 2007 infördes ett nytt påfyllnadsprogram av vaccinet som innebar två stycken påfyllnadsdoser vid fem till sex års ålder samt 14-16 års ålder. Detta program gäller ännu idag och behandlar barn födda efter 2002.

### Kikhosta
Den första vaccinationen mot kikhosta infördes på 1950-talet. Behandlingen innefattade tre stycken doser under tiden då barnet var tre till tolv månader gammalt. Denna behandling upphörde att gälla år 1979. 17 år senare, år 1996, infördes ett vaccinationsprogram mot kikhosta igen och programmet innefattade tre doser då barnet var tre, fem och tolv månader gammalt, detta program gäller än idag. År 2005 infördes en ytterligare vaccination till programmet vilket innebar en påfyllnadsvaccination när barnet fyllt tio år. Denna påfyllnadsvaccination upphörde år 2012 och gällde för barn födda fram till år 2001. Den ytterligare vaccinationen ersattes med två stycken påfyllnadsdoser vid fem till sex års ålder samt 14-16 års ålder. Det sistnämnda programmet började att gälla för barn födda efter 2002 och är det program som gäller än idag (2020).

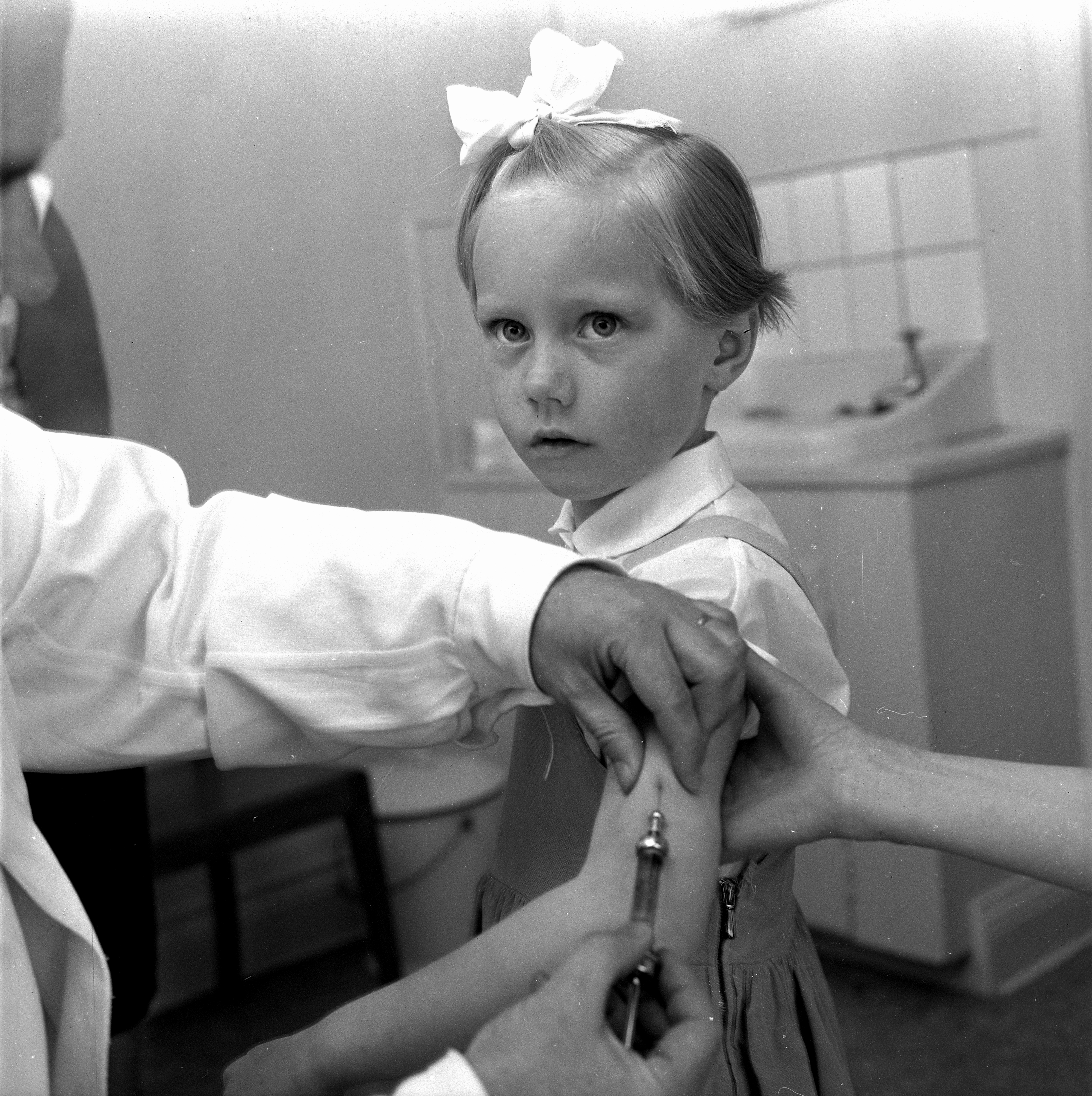
Barn polioympas i april år 1957

### Polio
Det första vaccinationsprogrammet mot polio infördes år 1957 och innebar tre stycken doseringar mellan 9 och 18 månaders ålder. Programmet innefattade även en påfyllnadsdos av vaccinet när barnet var sju till åtta år gammalt. Sedan år 1977 ges påfyllnadsdosen istället vid 5 års ålder år och sedan år 1986 ges de tre första doserna vid 3, 5 och 12 månanders ålder.

### Mässling
Allmän vaccination mot mässling infördes år 1971 och innebar en dosering vid 18 månaders ålder. Vaccinationsprogrammet upphörde år 1982 då vaccinet mot mässling lades in i ett kombinationsvaccin mot mässling-påssjuka-röda hund. Kombinationsvaccinet delas ut än idag och innebär en dosering vid 18 månaders ålder samt en påfyllnadsdos i årskurs ett till två.

## Kritik mot programmet
Det allmänna vaccinationsprogrammet har visat sig att vara en av de mest kostnadseffektiva medicinska åtgärder som etablerats i Sverige. Trots det har det allmänna vaccinationsprogrammet inte mottagit kritik, bortsett från att programmen i något avseende skulle kunna effektiviseras ytterligare. Däremot har vaccinationer mottagit kritik, främst under mitten av 1900-talet, då vissa vaccin gav många olika biverkningar, som t.ex. feber, huvudvärk, lokala rodnader och utslag. Olika kampanjer infördes i syfte av att bojkotta vaccinationer, däribland med hjälp av olika affischer där man porträtterade vaccinet som en giftig orm.

## Allmänna Vaccinationsprogrammets effekter
På grund av den omfattande vaccinering som använts under lång tid i Sverige innefattande det nationella vaccinationsprogrammet har vi i Sverige mycket få fall av allvarliga barnsjukdomar. I förlängningen kan dock en minskande användning av vaccination leda till att sjukdomar som vi länge varit befriade ifrån kan börja komma tillbaka. Trots den moderna sjukvård vi har idag så anses många av de sjukdomar som ingår i vaccinationsprogrammet ytterst allvarliga. Stelkramp och difteri är sjukdomar som är direkt livshotande, men också kan leda till allvarligt förlopp och/eller komplikationer. Risken för bestående men är fortfarande hög, såsom hörselnedsättning av påssjuka och förlamning av polio. Andra sjukdomar är endast farliga för särskilt ömtåliga grupper till exempel kikhosta för spädbarn och röda hund för foster under tidig graviditet.
Genom vaccinationer har samtliga sjukdomar som ingår i det allmänna vaccinationssystemet minskat kraftigt i Sverige. För vissa sjukdomar har antalet rapporterade sjukdomsfall år 2018 sjunkit till noll sedan vaccinationer infördes. Året innan allmän vaccination infördes var antal rapporterade sjukdomsfall för difteri 2 457 stycken, för polio 549 stycken och för röda hund 10 720 stycken. År 2018 rapporterades totalt 0 sjukdomsfall för samtliga sjukdomar.
År 1925 var difteri ett stort problem för den svenska befolkningen. Under den tiden beräknas det att ha varit mer än 4 000 rapporterade sjukdomsfall per år. På 1930 minskade antalet inrapporterade sjukdomsfall av difteri, vilket anses vara på grund av att vård och hygien tog en allt större plats i de svenska hemmen. På 1940-talet började dock rapporteringarna av sjukdomsfall av difteri att öka igen, vilket ledde till att det år 1944 blev allmän vaccinering mot difteri. Från en rapport år 2018 går det att klargöra att antalet rapporterade sjukdomsfall av difteri är noll.

## Det moderna vaccinationsprogrammet
Det svenska vaccinationsprogrammet består idag (2020) av två olika delar. Det finns en allmän del som därmed är riktad till alla barn i Sverige och sedan finns det en del som endast behandlar vissa barn. Denna del innefattar vaccination mot tuberkulos och hepatit B. Det allmänna vaccinationsprogrammet som används i Sverige idag innefattar vaccination mot elva olika sjukdomar, där användandet av kombinationsvacciner ses som en väldigt viktig del.
Grundläggande vaccinering sker framförallt under väldigt tidig ålder. Detta innefattar både späd- och småbarnsålder, men påfyllnadsdoser används hela vägen upp till 15 års ålder. Vid förhållanden med hög smittrisk, till exempel vid utlandsresor, kan det även bli aktuellt med påfyllnadsdoser för vuxna människor.
Beslut gällande vilka sjukdomar som ska omfattas av det nationella vaccinationsprogrammet fattas av regeringen. Dock är det de olika regionerna och kommunernas ansvar att se till att kostnadsfritt erbjuda de olika målgrupperna de vaccinationer som omfattar dem, samt ingår i programmen.
Det är barnets målsman som avgör om barnet ska vaccineras eller inte. Det finns därmed inget obligatoriskt krav på vaccination. Vaccination sker vid sju tillfällen i åldrarna tre månader - 16 år. Små barn vaccineras vid barnavårdscentralerna, och större barn i skolhälsovården.
År 2014 uppskattades myndigheternas totala kostnader för uppföljningen av nationella vaccinationsprogram till 21 miljoner kronor per år. Därutöver kan kostnader tillkomma vid händelser som kräver förstärkt uppföljning. Läs mer om uppföljningen av det allmänna vaccinationsprogrammet på folkhälsomyndigheten.

### Tveksamheter och funderingar kring vaccination
Majoriteten av svenska föräldrar låter vaccinera sina barn genom det allmänna vaccinationsprogrammet. Det har dock uppstått fler och fler diskussioner kring vilken nytta vaccinen verkligen har samt vilka biverkningar de ger. Dessa diskussioner äger rum både i föräldragrupper, på sociala medier och med personal inom hälso- och sjukvården. Eftersom sjukdomarna i sig nästan helt har försvunnit så är oron för själva sjukdomen inte särskilt stor. Istället ligger oron kring själva vaccinationen, vilket har lett till ett vaccinationsmotstånd.
Det finns ingen generell anledning till oron kring vaccin utan det beror på sammanhang och kan även variera baserat på tid, plats och från vaccin till vaccin. För vissa föräldrar är det viktigt att ha mer information innan de fattar sitt beslut medan det för andra kan handla om att man endast vill använda ett vaccin. Generellt sett kan man se tre tydliga olika orsaker till varför föräldrar känner tveksamheter kring vaccinering av sina barn:
- oro för biverkningar
- känsla av att inte ha tillräckligt med information
- ifrågasättande av vetenskap och beprövad erfarenhet

Det finns en ytterst liten minoritet som är starkt emot vaccin. Dessa föräldrar har tydligt bestämt sig och är helt säkra på att deras barn inte ska få något vaccin. Dessa föräldrar brukar oftast inte heller vilja ens tala om vaccin, vilket gör det betydligt svårare att nå ut med information till just dessa.

### Vaccinparadoxen
Den så kallade vaccinparadoxen är en av de faktorer som bidrar till tveksamheter till vaccin. Den innebär att i takt med att fler och fler vaccineras så blir sjukdomarna färre och färre, vilket i sin tur leder till att dess komplikationer glöms bort. Nu byts föräldrars oro för sjukdomen ut mot oro för vaccinens biverkningar. Denna oro har bidragit till en misstro som gjort att vaccinationstäckningen i många länder har sjunkit drastiskt. Detta har bland annat lett till utbrott av mässling i både USA och Europa.